# Drei wunderschöne Tage
Drei wunderschöne Tage ist ein deutscher Spielfilm der Bavaria, der 1938 produziert und vom hauseigenen Verleih der Bavaria am 27. Januar 1939 in die Kinos gebracht wurde.
Der von Curt J. Braun geschriebene und von Fritz Kirchhoff inszenierte Film (Reisefilm, Schicksalsfilm) erzählt die Geschichte der Belegschaft einer Firma, die im Rahmen des KdF-Programms der nationalsozialistischen Deutschen Arbeitsfront eine dreitägige Ferienreise in die Alpen unternimmt. Die einzelnen Mitarbeiter, die ganz unterschiedlichen Sozialschichten angehören, kommen sich unterwegs näher und knüpfen Verbindungen. Immer wieder wechselt die Perspektive zwischen verschiedenen Figuren, die zu Beginn der Handlung mit mehr oder weniger schwerwiegenden Sorgen oder Handicaps belastet waren, während der Reise aber Wege finden, ihre Probleme aus der Welt zu schaffen.

## Handlung
Ort der Handlung sind zunächst die Büroräume und die Werkshalle des fiktiven Unternehmens Kosmos in München, die Zeit ist die Gegenwart. Das Spezialmaschinen und Werkzeuge produzierende Unternehmen befindet sich – was innerhalb des Hauses nur die beiden Direktoren, Wegmüller und Riedt, wissen – in ernstlichen Schwierigkeiten: Direktor Festenberg von der Stuttgarter Konkurrenz, mit der man bisher produktiv kooperiert hat, scheidet wegen einer Uneinigkeit aus der Zusammenarbeit aus und droht, die Preise von Kosmos künftig überall zu unterbieten. Ein erhofftes Geschäft mit dem wichtigen amerikanischen Kunden Mr. O’Donnell droht dadurch zu platzen; Wegmüller und Ried fürchten, dass das Unternehmen – wenige Tage vor dem 50. Firmenjubiläum – seine Tore für immer wird schließen müssen.
Dennoch sind alle Vorbereitungen für einen dreitägigen Betriebsausflug getroffen; drei Omnibusse stehen bereit, die Reise soll in die Berge gehen, über Innsbruck, Bad Reichenhall und Salzburg. Sämtliche Mitarbeiter, von der Putzfrau bis hin zu Direktor Riedt, fahren mit. Nur Direktor Wegmüller fliegt nach Hamburg, um dort einen weiteren Versuch zu unternehmen, Mr. O’Donnell doch noch für das Geschäft zu gewinnen.
Im Laufe der Handlung entwickeln sich die Schicksale der einzelnen Mitarbeiter:
- Die Telefonistin Fräulein Peter hat eine Wut auf den Ingenieur Hippesroither. Denn nachdem sie ihn, ohne ihn von Angesicht zu kennen, „Esel“ geschimpft hatte, hatte er sie, ebenfalls am Telefon, eine „blöde Gans“ genannt. Während der Reise macht Hippesroither sich, ohne zu wissen wer sie ist, an Fräulein Peter heran. Als sie entdeckt, wen sie da vor sich hat, ohrfeigt sie ihn. Später werden sie jedoch ein Paar.

- Herr Schmöll, der Botenmeister, erteilt ungefragten Ratschlag, und erweist sich dabei als Defätist, der immer das Schlimmste erwartet. Im Verlaufe der Handlung findet Schmöll ein Korrektiv und Gegengewicht in der Putzfrau des Unternehmens, der stets positiven Frau Steinbatz.

- Herr Martens, ein Arbeiter in der Kosmos-Fabrik, macht sich Sorgen, was aus seinem arbeitslosen Sohn werden soll, wenn er selbst einmal nicht mehr im Beruf stehen wird. Ein Kollege rät ihm, sich während des Betriebsausflugs direkt an den „Juniorchef“, Arnold Riedt, zu wenden. Dieser ist tatsächlich gern bereit ist, für den jungen Mann ein Empfehlungsschreiben aufzusetzen.

- Die Sekretärin Hilde Hagenbach liebt den Hilfskassierer Werner Fendler. Dieser gesteht ihr, dass er, um ihr Geschenke machen zu können, Geld aus der Kasse genommen hat. Um die fehlenden Beträge wieder hereinzuholen, hat er sich auf Wetten eingelassen, aber erfolglos, sodass er sich immer tiefer in Heimlichkeiten verstrickt hat. Anstatt sich an der Betriebsreise zu beteiligen, bucht Werner eine Schiffspassage nach Amerika, wo er untertauchen und so lange arbeiten will, bis er seine Schulden abbezahlen kann. Hilde soll später nachkommen.

Auf demselben Schiff, auf dem Werner seine Passage gebucht hat, reist auch Mr. O’Donnell zurück in die Staaten. Direktor Wegmüller, der nach Hamburg geflogen und an Bord gekommen ist, um O’Donnell vor dessen Abreise noch einmal zu sprechen, entdeckt Werner unter den Passagieren. Da niemand das Ziel seiner Reise wissen soll, behauptet Werner, einen Freund an Bord begleitet und verabschiedet zu haben, und eilt dann zum Zahlmeister, um sich das Geld für die Passage zurückerstatten zu lassen. Er will dann gleich das nächste Schiff nehmen. Vor dem Kauf des neuen Tickets besucht er aber ein illegales Spielcasino in der Hoffnung, das Geld vermehren zu können. Tatsächlich hat er am Roulettetisch eine Glückssträhne, verliert dann aber alles, was er hatte, während einer Polizeirazzia.
Während des Betriebsausflugs schließt Hilde Freundschaft mit dem Prokuristen, Erich Illing. Da sie sich miteinander sogar verplaudern, verpassen sie unterwegs die Abfahrt der Busse und sind gezwungen, in einem Gasthof zu übernachten und den Bussen am nächsten Tag im Zug zu folgen. Sie kommen dadurch noch enger miteinander ins Gespräch. Obwohl sie befürchten muss, dass er sie als Werners Komplizin zur Anzeige bringen wird, vertraut Hilde sich Erich an. Dieser hält sie für unschuldig, drängt sie jedoch, den Fehlbetrag zu ersetzen. Da Hilde kein Geld hat, will er ihr ein unbefristetes Darlehen geben. Als Hilde im Anschluss an den Betriebsausflug in ihre Wohnung kommt, findet sie dort Werner vor. Sie kann ihn beruhigen: Sie hat die Folgen seiner Unterschlagungen aus der Welt geschafft, trennt sich dann aber von ihm. Es wird angedeutet, dass sie in Erich dann einen würdigeren Lebenspartner findet.
- Der Büromitarbeiter Bripfl ist ein junger Schnösel, der bei allen Gelegenheiten flapsige Bemerkungen anzubringen hat, aber von niemandem ernst genommen wird. Während einer oberbayerischen Trachtenveranstaltung gerät er durch seine vorlaute Art beinahe in eine Schlägerei mit einem eifersüchtigen Ehemann. Um die Eskalation abzuwenden und dem Wütenden zu zeigen, dass dessen Frau ihn gar nicht interessiert, sieht Bripfl sich gezwungen, mit Fräulein Rettenbacher zu tanzen, einem Mauerblümchen, das während der Busfahrt immer auf der hinteren Bank zwischen den Koffern gesessen hatte. Obwohl Fräulein Rettenbacher den Standards des jungen Maulhelden eigentlich nicht genügt, deutet sich an, dass beide schließlich ein Paar werden.

- Die Stenotypistin Maria Kempe ist von Josef Haderer schwanger, der sich ihr als angehender Soldat vorgestellt hatte. Später hatte er auf ihre Briefe nicht mehr reagiert. Da Josef vorhatte, in Bad Reichenhall einzurücken, wo die Reisegesellschaft einen Aufenthalt hat, nutzt Maria die Gelegenheit, sich in der Kaserne nach Josef zu erkundigen. Ihr Ansprechpartner, ein Offizier, berichtet, dass Josef Haderer zwar gemustert wurde, dann aber nicht Soldat geworden ist. Er gibt ihr die Adresse, Josef ist ein lokaler Bauer. Als Maria ihn auf seinem Hof aufsucht, entdeckt sie, dass er infolge eines Unfalls ein Bein verloren hat und Marias Briefe deshalb nicht mehr beantwortet, weil er ihr nicht zumuten wollte, einen Krüppel zu heiraten. Maria entschließt sich aber, bei ihm zu bleiben.

- Direktor Arnold Riedt, der „Juniorchef“, lässt in München, während er am Betriebsausflug teilnimmt, seine Ehefrau Ursula zurück. Ihre Ehe hat gewisse Probleme. Als sie geheiratet haben, war Ursula zu jung, um zu erfassen zu können, was es bedeutet, mit einem Manager verheiratet zu sein; Arnold wiederum, der ganz in seinem Beruf aufgeht, hat es versäumt, Ursula an seinem Leben teilhaben zu lassen. So hatte Ursula in ihrer Einsamkeit einmal eine flüchtige Affäre mit Arnolds charakterlosem Vetter Fred. Fred hat inzwischen Schulden, besitzt aber Liebesbriefe von Ursula, mit denen er sie nun um Geld erpresst. Ohne preiszugeben, wofür sie das Geld braucht, sucht Ursula Hilfe bei Wegmüller, der ihr angesichts des erwarteten Konkurses nichts geben kann. Sie erfährt von ihm aber, dass es dem Unternehmen schlecht geht und dass Arnold ohne ihr Wissen schon seit einiger Zeit von Sorgen zerfressen wird.

Ursula reist Arnold hinterher. Es kommt zu einer Aussprache, in deren Verlauf Arnold seine Frau, da für ihn schwere Zeiten bevorstehen, frei gibt. Ursula steht aber zu ihm und will von einer Scheidung nichts wissen. Nach der Rückkehr nach München berichtet Fred Arnold von Ursulas Untreue und bietet ihm ihre Briefe zum Verkauf. Arnold will von den Briefen nichts wissen und wirft Fred hinaus. Ohne große Worte verzeiht er Ursula.
O’Donnell ist zu Ohren gekommen, dass Kosmos kurz vor dem Konkurs stehe, und so will er das Geschäft lieber mit der Stuttgarter Konkurrenz machen. Das einzige Zugeständnis, das Wegmüller ihm abringen kann, ist die Zusage, doch noch auf Wegmüllers Angebot zurückzugreifen, wenn Kosmos ihm garantiert, dass die Ware geliefert werden kann.

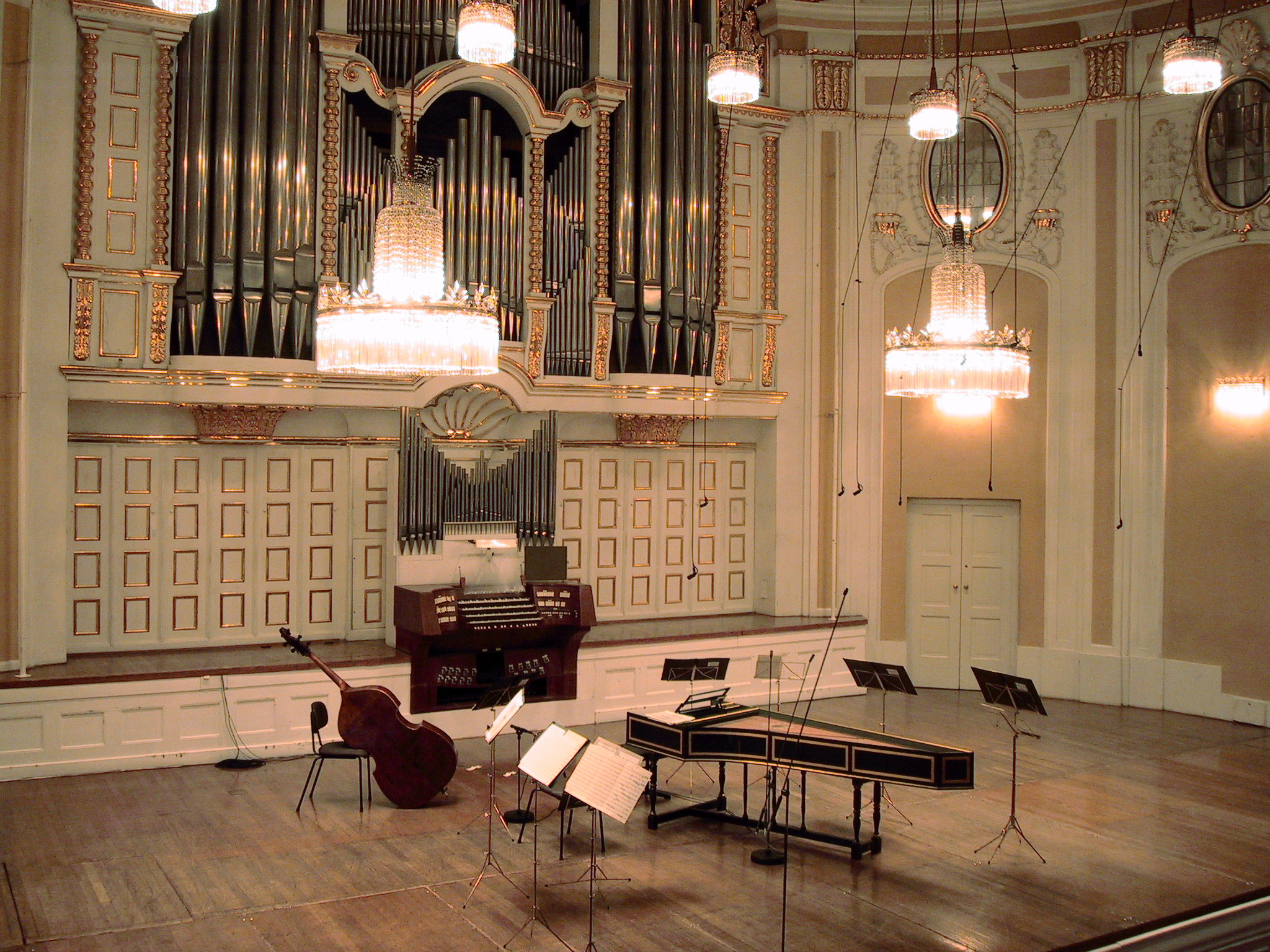
Die Bühne im Großen Saal des Salzburger Mozarteums. Der Besuch eines Konzerts der hier gastierenden Regensburger Domspatzen ist der Höhepunkt des Betriebsausflugs.

Während eines Aufenthalts der Reisegruppe in Bad Reichenhall begegnet Arnold Riedt dem Direktor des Konkurrenzunternehmens, Festenberg. Sie kommen miteinander ins Gespräch, verhandeln erneut und einigen sich auf eine Wiederaufnahme ihrer Zusammenarbeit. Nach der Rückkehr nach München kann er Wegmüller die gute Nachricht übermitteln: Die von O’Donnell gewünschte Garantie kann nun gegeben werden. Das Unternehmen ist gerettet und kann unbesorgt das Jubiläum feiern.

## Produktion und Uraufführung
Curt J. Braun, der für den Film ein Originaldrehbuch geschrieben hat, war ein Vielschreiber, der neben einem umfangreichen Romanwerk allein in der Zeit des Nationalsozialismus Drehbücher für mehr als 30 Spielfilme hervorgebracht hat, die den unterschiedlichsten Genres zuzurechnen sind. Für den Regisseur Fritz Kirchhoff war dies die erste und einzige Zusammenarbeit mit Braun. Kirchhoff kam vom Theater her und hatte erst 1937 begonnen, als Regisseur auch beim Film zu arbeiten. Die Bauten für den Film wurden von Ludwig Reiber und Willy Depenau entworfen. Als Tontechniker wirkte Karl-Becker Reinhardt.
Im Kontext der NS-Filmproduktion ist der Film insofern ungewöhnlich, als er keine Hauptfiguren hat, sondern letztlich ein Film über ein Kollektiv – die Belegschaft des Unternehmens Kosmos – ist. Dementsprechend ist er selbst in den größeren Rollen ausschließlich mit wenig profilierten Darstellern besetzt, die im NS-Kino immer nur in Nebenrollen in Erscheinung getreten sind. Die auf den Filmplakaten abgebildete Annie Markart etwa war zuvor nur zweimal in Hauptrollen zu sehen gewesen, jeweils als Leinwandpartnerin von Harry Piel. Albert Janschek (* 1907), Maria Pierenkaemper (* 1910) und Gundel Thormann (* 1913) gaben in Drei wunderschöne Tage ihr Landwanddebüt.
Die Dreharbeiten fanden 1938 statt: die Innenaufnahmen in den Bavaria-Studios in München-Geiselgasteig und die Außenaufnahmen auf der Autobahn München-Salzburg, bei Ramsau sowie in und um Salzburg. Der Film ist in Schwarzweiß und 35 mm bei einem Bildformat von 1:1,37 produziert. (IMDB) Seine Länge ist in einigen Quellen mit 2179 Metern (80 Minuten) angegeben, in anderen dagegen mit 2160 Metern (79 Minuten).
Das Lied Wenn man so recht in Stimmung ist (so kann das ruhig weitergeh'n) wurde von Hans Carste komponiert und von Bruno Balz getextet. In der Szene im Salzburger Mozarteum singen die Regensburger Domspatzen unter der Leitung von Hans Schrems.
Die Zensurprüfung fand am 12. Januar 1939 statt. Die Uraufführung folgte am 27. Januar 1939.
Aufgrund einer Entscheidung der alliierten Filmzensur durfte das als Kraft-durch-Freude-Propagandafilm konzipierte Werk nach Kriegsende zunächst nicht wieder aufgeführt werden.
Zu einer FSK-Prüfung kam es am 13. Mai 1980.
Im Fernsehen wurde der Film erstmals am 25. Oktober 1987 ausgestrahlt (Bayerischer Rundfunk).